# Most Menai
Most Menai ali Menajski most (valižansko Pont Grob y Borth) je viseči most za cestni promet med otokom Anglesey in celinskim Walesom. Most je zasnoval Thomas Telford in je bil odprt leta 1826. Je na seznamu zgradb stopnje I. 

## Konstrukcija
Preden je bil leta 1826 most končan, otok ni imel stalne povezave s celino in vsi premiki v Anglesey in z njega so bili mogoči s trajektom čez hitro tekoče in nevarne vode ožine Menai. Glavni vir dohodka Angleseyja je bil prodaja živine. Da bi jo spravili na celinske trge, tudi v London, so jo morali spraviti čez vodo in preplavati je morala ožino. To je bilo nevarno, saj se je veliko živali utopilo.  S Holyheadom kot najbližjo točko in enim glavnih pristanišč za trajekte v Dublin je inženir Thomas Telford, ki se je ukvarjal s projektom trase iz Londona v Holyhead, predlagal, da se most zgradi čez Menajsko ožino od točke v bližini Bangorja na kopnem do vasi Porthaethwy (zdaj je znana tudi kot Menai Bridge) na Angleseyju.
Zaradi visokih brežin in hitro tekočih vod v ožini bi bilo težko zgraditi stebre na peščenem morskem dnu in tudi če bi jih, bi bili ovira za plovbo. Prav tako bi moral biti most dovolj visok, da bi bil mogoč prehod za visoke ladje. Glede na to je Telford predlagal, da bi zgradili viseči most, in parlament je sprejel njegovo priporočilo.
Gradnja mostu po Telfordovi zasnovi se je začela leta 1819 s piloni na obeh straneh ožine. Zgrajeni so bili iz penmonskega (Penmon je naselje  in cerkvena župnija na jugovzhodnem koncu otoka Anglesey) apnenca in so votli z notranjimi prečnimi stenami. 16 velikih kabelskih verig, vsaka izdelana iz 935 železnih palic, premošča 176-metrski razpon.  Da bi se izognili rjavenju med proizvodnjo in uporabo, je bilo železo namočeno v laneno olje in nato pobarvano.  Vsaka veriga meri 522,3 m in tehta 121 ton. Njihova moč je bila 2016 ton. 30. januarja 1826 je bil most odprt z velikim slavjem.

## Poznejša zgodovina
Vozišče je bilo široko le 24 čevljev in ni bilo utrjeno. Kmalu se je pokazalo, da je v vetru zelo nestabilno. Krov mostu so okrepili leta 1840 in leta 1893 celotno leseno površino nadomestili z jeklenimi ploščami, ki jih je oblikoval sir Benjamin Baker.  V preteklih letih se je pokazalo, da je omejitev 4,5 tone problematična glede na povečanje tovornega prometa in leta 1938 so prvotne verige iz kovanega železa  nadomestili z jeklenimi, ne da bi morali zapreti most. Leta 1999 je bil most zaprt približno mesec dni, da so ponovno popravili vozišče in okrepili strukturo, ki omogoča ves promet čez bližnji most Britannia.
28. februarja 2005 je bil most predlagan za uvrstitev na seznam  Unescove svetovne dediščine. Isti dan je bil za šest mesecev zaprt en prometni pas in promet je tekel le po enem, na celino je bilo mogoče potovati zjutraj in na Anglesey popoldne. Most je bil ponovno odprt za promet v obe smeri 11. decembra 2005, po prvem večjem ponovnem pleskanju po 65 letih.

## Okolica
Pod mostom je pohodniška Angleseyjska obalna pot . Ob mostu je spomenik žrtvam aberfanske nesreče, ko se je sprožil zemeljski plaz na strani Angleseya ter pod seboj pokopal 116 otrok in 28 odraslih. 

## Umetnost
Najbližje naselje je mesto Menai Bridge. Most je predstavljen na hrbtni strani britanskega kovanca za en funt, skovanega leta 2005. Oblikoval ga je  Edwins Ellis.